# Martin Schlaff
Martin Schlaff, né le 6 août 1953 à Vienne (Autriche), est un investisseur autrichien. Avec une fortune estimée entre 1,5 et 3 milliards d'euros, il est l'un des Autrichiens les plus riches.
 

## Carrière
Martin Schlaff est le deuxième fils de réfugiés juifs qui se sont retrouvés dans un camp de personnes déplacées à Vienne en 1945. Dans les années 1950, ses parents fondèrent avec les hommes d'affaires Ladislaus Moldovan et Friedrich Wiesel la Robert Placzek OHG, une société commerciale principalement active dans le commerce oriental. Martin Schlaff a étudié à l'Université d'économie et de commerce de Vienne et a complété ses études par un master. Il prend ensuite la direction de Robert Placzek OHG, aujourd'hui une société anonyme. L'entreprise était spécialisée dans le négoce du bois, de la cellulose et du papier et faisait du commerce principalement avec la Hongrie, la Tchécoslovaquie et la Pologne, puis également avec la RDA. Martin Schlaff élargit progressivement la gamme, proposant des textiles et enfin des pièces informatiques, notamment des disques durs,.
Grâce à ses contacts, notamment avec des politiciens palestiniens, Schlaff a réussi à ouvrir en 1998 le premier hôtel 5 étoiles de Jéricho avec un casino attenant, L’ «Oasis». Ses partenaires dans ce projet étaient l'Autorité palestinienne, la société publique de jeux de hasard Casinos Austria et la troisième banque autrichienne BAWAG. Plus de 90% des 2 000 employés étaient palestiniens. L'«Oasis », conçue pour les invités israéliens – le jeu de hasard est interdit en Israël – a été dès le départ un grand succès pour toutes les personnes impliquées. En 2000, pendant la Seconde intifada, le casino a été bombardé par les forces israéliennes  et a ensuite été fermé,.
En 2002, Schlaff et plusieurs partenaires ont racheté le plus important opérateur de téléphonie mobile bulgare, Mobiltel, à l'homme d'affaires russe Michael Cherney. Cette acquisition a coûté environ 850 millions d'euros. Le consortium a réussi à organiser l'entreprise selon les normes occidentales et à la vendre pour 1,6 milliard d’euros à l’entreprise de téléphonie autrichienne Telekom Austria en 2005. Le bénéfice de cet engagement est estimé à 800 millions d'euros. En 2005 aussi, il reprend avec les mêmes partenaires, qu’il avait déjà lors du deal bulgare – l’ancien leader du parti conservateur d’Autriche (ÖVP), Josef Taus et l’ancien PDG de la banque de la République Autrichienne Postsparkasse, Herbert Cordt  – les parts de la société de téléphonie mobile serbe Mobtel à Bogoljub Karić. Cependant, le gouvernement a révoqué la licence de l'entreprise. Après l'intervention du gouvernement autrichien, un compromis a été négocié qui a sécurisé les investissements du groupe. La société a finalement été vendue aux enchères en 2006, le meilleur enchérisseur étant la société téléphonie norvégienne Telenor. En septembre 2007, Schlaff a joué un rôle clé dans le rachat de l'opérateur de téléphonie mobile biélorusse MDC par Telekom Austria – selon le quotidien autrichien Die Presse, pour un prix d'achat de 1,05 milliard d'euros.
En 2006 la fondation privée MS Privatstiftung, attribuée à Martin Schlaff, a repris environ six pour cent du groupe réfractaire RHI AG. En septembre de l'année suivante, la MS Privatstiftung détenait déjà 26,47 % des actions. En 2016, la fusion avec le concurrent brésilien Magnesita a eu lieu. La nouvelle société RHI Magnesita est ainsi devenu leader mondial de produits réfractaires. Bien que la direction de l'entreprise soit restée à Vienne après la fusion, la société a quitté la Bourse de Vienne et est depuis cotée à Londres. RHI Magnesita est actuellement cotée à l'indice FTSE 250. L’ancien chancelier fédéral de la République d’Autriche, Alfred Gusenbauer, et l’ancien vice-chancelier, Hubert Gorbach, étaient représentés au conseil de surveillance jusqu'en 2017,.
En outre, Martin Schlaff est propriétaire de la Sigma Kreditbank au Liechtenstein depuis 2010.

## Vision du monde
Martin Schlaff se considère comme un penseur critique et s'engage en faveur de l'équilibre social et du bien-être de tous. Il est membre du Parti social-démocrate d'Autriche (SPÖ) depuis 1986 et fait des dons à diverses institutions sociales, médicales et culturelles. Il réclame des impôts appropriés sur les biens et les successions, également dans l'intérêt de la paix sociale. Son entretien avec le magazine de culture autrichien « Die Bühne » en 2023 était intitulé: « Nous avons besoin d'un nouveau siècle des Lumières ». Deux points ont été au centre de ses préoccupations pendant des décennies :
- Aider des enfants handicapés et promouvoir la recherche médicale pertinente[11] et
- la réconciliation et le rapprochement entre Israéliens et Palestiniens, dont il constate avec tristesse l'échec.

Il est considéré comme un mécène infatigable, il aime l'opéra et les arts. Il a constitué une importante collection d'art. Parmi ses amis on trouve de nombreux artistes connus, par exemple les metteurs en scène Luc Bondy (1948-2015) et Lotte de Beer, le chef d'orchestre Omar Meir Welber, les chanteurs Anna Netrebko et Neil Shicoff ou le Directeur du Festival de Pâques de Salzbourg, Nikolaus Bachler,,,. Il intervient souvent en tant que mécène lorsqu'un projet risque d'échouer faute de fonds. Il a par exemple financé la réalisation du film «The Decent One» («L'honnête») de la réalisatrice israélienne Vanessa Lapa – un portrait impitoyable du leader nazi, organisateur du Holocaust et criminel de guerre, Reichsführer SS Heinrich Himmler. Il a rendu possible une série de concerts à Vienne avec le violoniste Julian Rachlin en pleine pandémie de COVID et fourni à la jeune violoniste Lilian Pocitari un instrument du fameux luthier de Crémone, Nicolas Bergonzi. En 2023, avec son soutien, l’opéra de Richard Strauss « Salomé » mise en scène par Luc Bondy (Festival de Salzbourg 1992) a été reconstruite à la Volksoper de Vienne.
 

## Image en public
Martin Schlaff est l’un des milliardaires les plus polarisés d'Europe. Il a été caractérisé comme « le seul oligarque d'Autriche » par l’hebdomadaire autrichien profil, comme secret, mystérieux et timide à l'égard de la publicité, bien qu'il ait répondu aux questions des journalistes au moins douze fois au cours des décennies. Les critiques à son encontre ont très souvent eu un fond antisémite. Par exemple, il a joué le rôle de bouc émissaire dans le récit de chancelier Helmut Kohl sur la RDA, lorsque celui-ci avait découvert, que son cabinet avait gravement mal evalué la situation économique de pays. Schlaff a ensuite fait l'objet de poursuites pénales et civiles massives de la part des autorités allemandes. Aucune preuve d'un quelconque crime n'ayant pu être trouvée, le procureur général fédéral de la RFA a dû mettre fin à toutes les enquêtes en 1998 sans inculper personne. En 2002, Schlaff a gagné un procès civil contre l'Allemagne devant un tribunal suisse: les autorités allemandes ont dû transférer 78 millions de DM illégalement confisqués, intérêts et intérêts composés compris.
En Autriche aussi, ses succès, par exemple dans le secteur des télécommunications, ont été accompagnés d'envie et de calomnie. Dans certains cas, Martin Schlaff s'est également défendu contre ces attaques délibérées: Un membre du parti des Verts autrichiens (Die Grünen) a supposé – sous la protection de l'immunité parlementaire – que l'entrepreneur était proche du crime organisé. Martin Schlaff accuse alors le député de diffamation dans un entretien avec l'hebdomadaire allemand Die Zeit, avec le but que celui-ci le poursuive en justice. Martin Schlaff voulait prouver que le député avait menti; cependant, celui-ci n’a pas porté son accusation devant le tribunal.
Gidi Weitz, journaliste israélien, mène depuis 2010 diverses campagnes contre l'investisseur. Dans de nombreux articles parus dans Haaretz sous le titre « The Schlaff Saga », il a parlé sans aucune preuve de pots-de-vin présumés s'élevant à des millions de dollars pour certains membres du gouvernement israélien. Même après que le parquet israélien ait arrêté toutes les enquêtes, Weitz a poursuivi sa campagne en 2024. Il a ensuite ajouté une note au texte indiquant que les enquêtes avaient été suspendues, mais a repris les anciennes accusations. En outre, Weitz a présenté des théories du complot selon lesquelles Schlaff voulait renverser l'actuel Premier ministre d'Israël.
 

## Relations avec le pouvoir politique
Martin Schlaff était ami avec d'importants hommes politiques engagés en faveur de la réconciliation au Moyen-Orient – l’ancien premier ministre d’Israel, Yitzhak Rabin et  le président de l'Organisation de libération de la Palestine (OLP), Yasser Arafat. Il connaît personnellement deux chanceliers autrichiens nommés par les sociaux-démocrates: Alfred Gusenbauer et Christian Kern. Ce dernier aurait dû devenir PDG de la société RHI en 2016, mais a dû y renoncer au profit de sa nomination en tant que chancelier fédéral de la République d'Autriche.
Il avait toujours une bonne base de discussion avec des hommes politiques d'autres bords, par exemple les conservateurs comme le premier ministre israélien Ariel Sharon et le chancelier fédéral autrichien Wolfgang Schüssel, avec des représentants du Parti de la liberté d'Autriche (FPÖ) ou avec le nationaliste Avigdor Lieberman en Israël. En 2002, Schlaff a utilisé ses solides relations avec Ariel Sharon pour aider à normaliser les relations diplomatiques entre l’Israël et l’Autriche. Cette intervention a été rendue nécessaire par le fait qu'Israël avait retiré son ambassadeur de Vienne après l'entrée du parti FPÖ au gouvernement autrichien en 2000. Un nouvel ambassadeur israélien a été envoyé en Autriche fin 2003.
En 2010, Schlaff a organisé la libération de Rafael Haddad, un juif accusé d'espionnage en Libye, qui a été emprisonné là-bas. Haddad a été transporté à Vienne et accueilli par Avigdor Lieberman, alors ministre des Affaires étrangères d’Israël. En échange, Israël autorise la livraison de vingt maisons préfabriquées de Libye à Gaza.
 

## Vie privée
Schlaff a été marié trois fois; il est père de quatre fils et deux filles. Il est un fan du foot enthousiasmé et un des principaux investisseurs du club de football emblématique autrichien, Austria Wien.

## Décoration
- 1993 Médaille d'honneur d'or pour services rendus à l'État de Vienne

### Entretien
- "Ich habe jede Blöße genutzt", entretiens avec Joachim Riedl, Die Zeit, 8 novembre 2012